# Jagdtiger

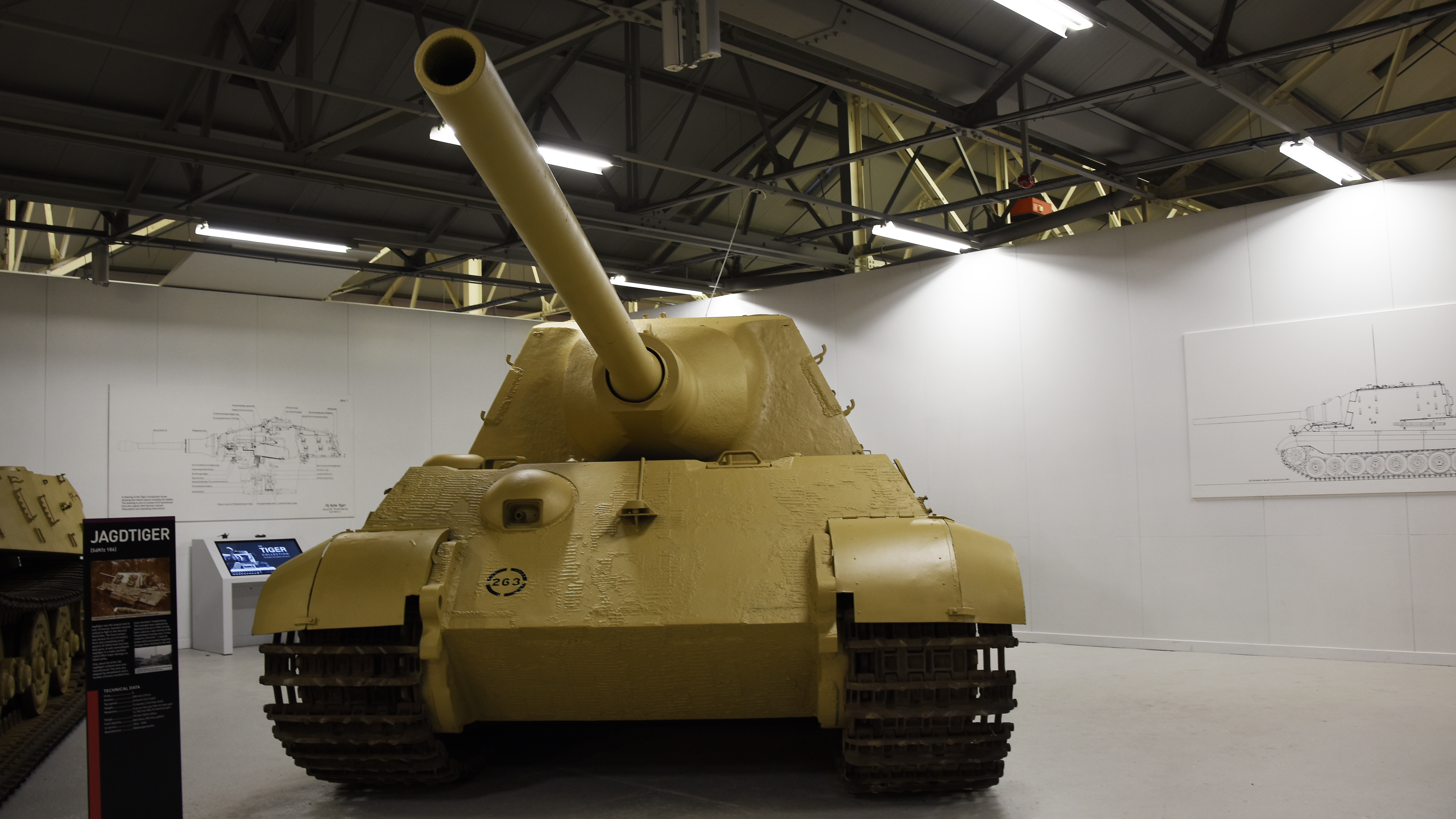
Jagdtiger in The Tank Museum te Bovington

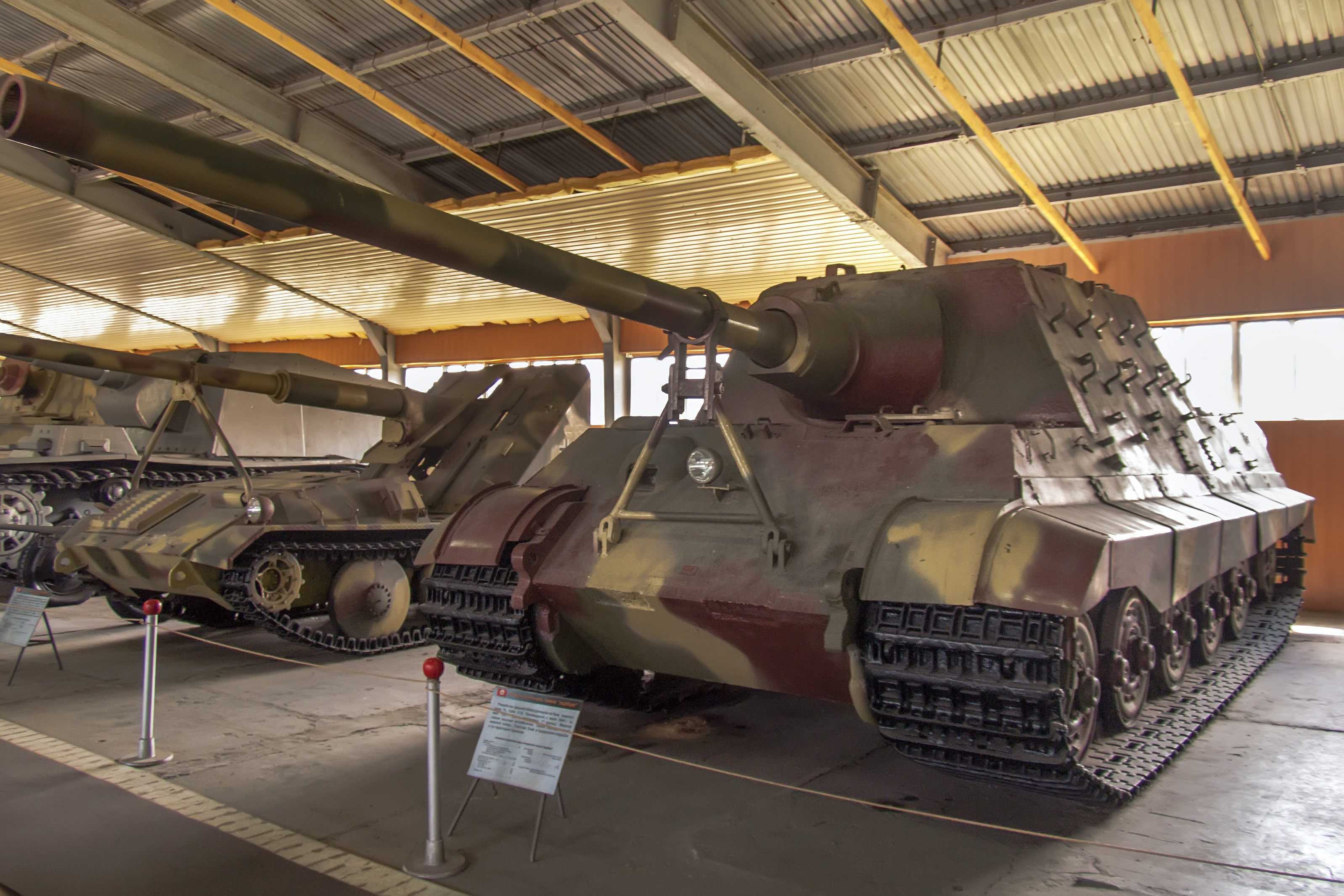
Jagdtiger in Kubinka Tank Museum

De Jagdpanzer VI Jagdtiger Ausf. B, Sd.Kfz. 186, was een Duitse tankjager uit de Tweede Wereldoorlog.

## Ontwikkelingsgeschiedenis
De Jagdtiger was niet de eerste Duitse tankjager die op het slagveld verscheen, er waren al eerder van dit soort voertuigen gebouwd, meestal een antitankkanon op het onderstel van een Panzerkampfwagen. Dat waren eerst Panzerjäger met een open opbouw. De Jagdtiger  was echter een Jagdpanzer met een gesloten opbouw, net als de Jagdpanther.
Terwijl de PzKpfw VI Ausf.B Königstiger (of Tiger II) nog in ontwikkeling was, werd al voorzien dat het hoofdvoordeel van deze tank, het bezit van het krachtige 88 mm Lang 71-kanon, weer ten dele tenietgedaan zou worden door dreigende tekorten aan het wolfraam dat nodig was om de speciale subkaliberpenetratoren van de meest krachtige pantsergranaten van te maken. Hierom werd in februari 1943 besloten dit te compenseren door het installeren van een kanon van groter kaliber: de 128 mm PanzerAbwehrKanone 44 Lang 55. Het was echter onmogelijk dit nog in een koepel op het chassis in te bouwen; er moest dus een nieuw voertuig worden ontwikkeld, in de vorm van een gemechaniseerd geschut.
In 1943 werd het ontwerp van de Jagdtiger getekend. Op 20 oktober 1943 werd een houten model op ware grootte getoond. In februari werden twee casco's afgeleverd. Het eerste prototype was echter pas in mei 1944 klaar. Dat gebruikte nog een Porscheophanging als bij de Ferdinand, maar nu met vier paar loopwielen geveerd door in de lengterichting liggende torsiestaven. Het tweede werd goedgekeurd voor massaproductie en had de standaardophanging van de Tiger II in een verlengde romp. In feite werden nog tien andere voertuigen bij Henschel met het Porschesysteem uitgerust. Een bestelling werd gedaan voor 150 voertuigen; daarna moest, volgens een besluit uit oktober, de productiecapaciteit gebruikt worden voor de Panther. In januari 1945 werd deze beslissing herzien en moest de productie worden voortgezet. In mei 1945 werd de productie gestaakt. Er waren toen 88 stuks gebouwd. De totale productie beliep 51 stuks in 1944 (inclusief de twee prototypes) en 37 stuks in 1945. De laatste 4 werden uitgerust met het 88 mm Lang 71-kanon, wegens tekorten aan elevatiemechanismen voor het 128mm-kanon; en werden Panzerjäger Tiger mit 88 mm Pak 43/3 (Sf) Sd.Kfz.185 genoemd.
Productieaantallen per maand, gevolgd door de serienummers:
| Maand          | Productie | Serienummers  |
| -------------- | --------- | ------------- |
| Februari 1944  | 2         | 305001-305002 |
| Juli 1944      | 3         | 305003-305005 |
| Augustus 1944  | 3         | 305006-305008 |
| September 1944 | 8         | 305009-305016 |
| Oktober 1944   | 9         | 305017-305025 |
| November 1944  | 6         | 305026-305031 |
| December 1944  | 20        | 305032-305051 |
| Januari 1945   | 10        | 305052-305061 |
| Februari 1945  | 13        | 305062-305074 |
| Maart 1945     | 3         | 305075-305077 |
| April 1945     | 7         | 305078-305084 |
| Mei 1945       | 4         | 305085-305088 |

## Beschrijving
Bij het omwerken van een normale tank tot een gemechaniseerd geschut is het vaak mogelijk gewicht te besparen. Bij de Jagdtiger was dat zeker niet het geval. De opbouw werd nog zwaarder gepantserd dan de voorkant van de Tiger II: 250 mm in plaats van 185 mm. Daarbij was die opbouw zeer breed, en vormde hij één geheel met de zijkanten van de romp. Dit alles was nodig om het enorme 128mm-kanon een plaats te geven. Het gevolg was dat de Jagdtiger bij de standaardversie met een 26 cm langere romp 70,6 ton massa had. Het is daarmee het zwaarste gevechtsvoertuig met een vlakbaangeschut dat ooit operationeel geweest is. De kortere Porscheversie woog nog altijd 68 ton. Het type was dus nog zwaarder overbelast dan de Tiger II waarvan het motor en transmissie deelde. De betrouwbaarheid was daarom slecht.
Hier stond niet eens een duidelijk sterkere bewapening tegenover, want het PaK44 128 mm Lang 55 kanon bleek in feite tot op middellange afstand een slechter doorslagvermogen te hebben dan de 88 mm Lang 71. Pas na 1500 meter begon de lichtere 88mm-granaat zo sterk door de luchtweerstand afgeremd te worden dat de doorslag lager lag, maar zelfs op 2000 meter was het verschil maar zestien millimeter: 132 tegenover 148 mm. Krupp stelde voor een Lang 66 128mm-kanon voor de Jagdtiger te bouwen maar daar is het niet van gekomen. Ondanks een bemanning met twee laders was de vuursnelheid laag en de munitievoorraad bedroeg slechts veertig granaten. Eigenlijk was de Jagdtiger dus een mislukt ontwerp dat alleen maar diende voor propagandadoeleinden en om schwere Panzerjägerabteilung 653 een bij haar naam passend wapen te geven, nu er geen Elefants meer gebouwd werden.

## Operationele geschiedenis
De Jagdtiger werd vanaf september 1944 toebedeeld aan twee eenheden: de schwere PanzerjägerAbteilung 653 en de schwere PanzerjägerAbteilung 512. De laatste eenheid werd opgericht in de zomer van 1944 en had maar twee compagnieën. Ze deed in 1945 mee aan Operatie Frühlingserwachen in Hongarije. sPzJägAbt 653 kreeg zijn eerste voertuigen pas in het late najaar van 1944 – het moest eigenlijk opnieuw worden opgericht – en het deed mee aan het Ardennenoffensief en verdere gevechten bij de Rijn. Het was nooit veel sterker dan een compagnie. Een vijftal Jagdtiger werd helemaal aan het eind van de oorlog nog in dienst genomen door de Schwere SS-Panzer-Abteilung  501. De meeste voertuigen gingen verloren door mechanische storingen, slechte brandstofbevoorrading en luchtaanvallen.
Tegenwoordig zijn er nog drie Jagdtiger over:
- serienummer 305004 met Porscheonderstel in The Tank Museum in Bovington, Engeland;
- serienummer 305020 met Henschelonderstel in Fort Benning sinds 2012, voorheen in het Ordnance Museum te Aberdeen (Maryland);[1]
- serienummer 305083 met Henschelonderstel in de historische verzameling van Kubinka Tank Museum, Rusland.